# Середа, Иван Павлович
Ива́н Па́влович Середа́ (1919—1950) — советский офицер, участник Великой Отечественной войны, Герой Советского Союза (1941). Гвардии старший лейтенант Рабоче-крестьянской Красной армии.
В августе 1941 года повар 91-го танкового полка 46-й танковой дивизии 21-го механизированного корпуса красноармеец И. П. Середа особо отличился в районе Даугавпилса (ныне Латвия). Будучи вооружён только винтовкой и топором, он обезоружил подъехавший к советской полевой кухне немецкий танк и взял в плен четырёх танкистов.
После увольнения в запас в 1945 году жил в селе Александровка Донецкой области и работал председателем сельского совета.

## Биография
Родился 1 июля 1919 года в селе Александровка (ныне в составе города Краматорск) Донецкой области УССР в крестьянской семье. Украинец.  Вместе с семьёй переехал в село Галицыновка Марьинского района Донецкой области. Окончил Донецкий пищевой техникум.
В ноябре 1939 года Иван Середа был призван в ряды РККА (Снежнянским РВК Сталинской области Украинской ССР). Служил поваром в 91-м танковом полку 46-й танковой дивизии 21-го механизированного корпуса. Красноармеец И. П. Середа на фронтах Великой Отечественной войны с июня 1941 года.
В августе 1941 года в районе города Даугавпилс (Латвия) Середа готовил обед для красноармейцев. В это время он увидел немецкий танк, двигавшийся в сторону полевой кухни. Будучи вооружён только винтовкой и топором, Иван Середа укрылся за кухней, а танк, подъехав к кухне, остановился, и экипаж стал вылезать из него.
В этот момент Середа выскочил из-за кухни и бросился к танку. Экипаж немедленно укрылся в танке, а Иван запрыгнул на броню. Когда танкисты открыли огонь из танкового пулемёта, Середа ударами топора согнул его ствол, а затем куском брезента закрыл смотровые щели танка. Далее он начал стучать обухом топора по броне, при этом выкрикивая приказы красноармейцам (которых на самом деле рядом не было) забрасывать танк гранатами. Экипаж танка сдался, а Иван Середа под прицелом винтовки заставил их связать друг другу руки. Когда подоспели бойцы стрелкового подразделения, они увидели танк и связанных четырёх немецких танкистов. По оценке командира 21-го механизированного корпуса генерал-майора Д. Д. Лелюшенко, «своим отважным поступком показал исключительный пример героизма».
В дальнейшем красноармеец И. П. Середа отличился в разведке в тылу противника, когда немецкие солдаты обнаружили советских наблюдателей и пытались захватить их, он подполз к немецкому танку и связкой гранат подорвал его. Потом он заменил убитого пулемётчика и метким огнём уничтожил 20 немецких мотоциклистов. Разведгруппа отбилась от наседавших немецких солдат и вернулась в своё подразделение с трофеями и тремя пленными.
В июле и августе 1941 года был ранен (второй раз — тяжело).
Указом Президиума Верховного Совета СССР «О присвоении звания Героя Советского Союза красноармейцу Середа И. П.» от 31 августа 1941 года за «образцовое выполнение боевых заданий командования на фронте борьбы с германским фашизмом и проявленные при этом отвагу и геройство» удостоен звания Героя Советского Союза с вручением ордена Ленина и медали «Золотая Звезда» (№ 507).
Награда И. П. Середе была торжественно вручена в октябре 1941 года на Северо-Западном фронте. По воспоминаниям однополчанина И. П. Середы В. Безвительнова, его топор хранился в части как боевая реликвия. Подвиг Ивана Середы широко популяризировался в годы войны, был отражён на советских агитационных плакатах. Впоследствии это привело к тому, что многие стали полагать, что «повар Середа» — это миф, но реальность Ивана Середы и его подвига подтверждены документально.
С 10 октября по 23 ноября 1941 года И. П. Середа командовал взводом 4-го стрелкового полка 46-й стрелковой дивизии 1-й ударной армии, участвовал в обороне Ленинграда. Затем с 27 ноября по 5 января 1942 года принимал участие в битве за Москву, командовал ротой 7-го стрелкового полка 185-й стрелковой дивизии 30-й армии.
В феврале 1942 года был тяжело ранен. В 1942 году И. П. Середа окончил курсы усовершенствования командного состава, а в 1944 году — Новочеркасское кавалерийское училище. Гвардии старший лейтенант И. П. Середа служил помощником начальника продфуражного и хозяйственного довольствия 8-го гвардейского кавалерийского полка 2-й гвардейской кавалерийской дивизии.
В период с 14 апреля по 3 мая 1945 года, несмотря на отрыв кавалеристов от баз снабжения и сложность боевой обстановки, надёжно обеспечивал личный состав продуктами питания и боеприпасами. Это позволило полку успешно вести бои, что было отмечено командиром полка: 21 мая 1945 года И. П. Середа был награждён орденом Отечественной войны II степени.
В 1945 году в звании старшего лейтенанта был уволен в запас. Работал председателем сельского совета в селе Александровка Донецкой области.
Умер 18 ноября 1950 года.

## Награды и звания
Советские государственные награды и звания:
- Герой Советского Союза (31 августа 1941, медаль «Золотая Звезда» № 507)[3][13];
- орден Ленина (31 августа 1941);
- орден Отечественной войны II степени (21 мая 1945)[1];
- медали, в том числе:
  - медаль «За оборону Ленинграда» (1 сентября 1945)[11];
  - медаль «За оборону Москвы» (1 сентября 1945)[12].

## Память
- В городе Даугавпилс именем Ивана Середы были названы улицы и установлена мемориальная доска[14] (но после распада СССР улица была переименована, а доска убрана)[10].
- Именем Ивана Середы названа улица в селе Галицыновка Марьинского района Донецкой области, где ему установлен обелиск[14].
- В 2020 году киностудией Artel Film Production снят короткометражный фильм «Повар» проекта «Про людей и про войну», посвящённый подвигу Ивана Середы.